# Zopherus nodulosus
Zopherus nodulosus är en skalbaggsart som beskrevs av Antoine Joseph Jean Solier 1841. Zopherus nodulosus ingår i släktet Zopherus och familjen barkbaggar.

## Underarter
Arten delas in i följande underarter:
- Z. n. nodulosus
- Z. n. haldemani

## Bildgalleri

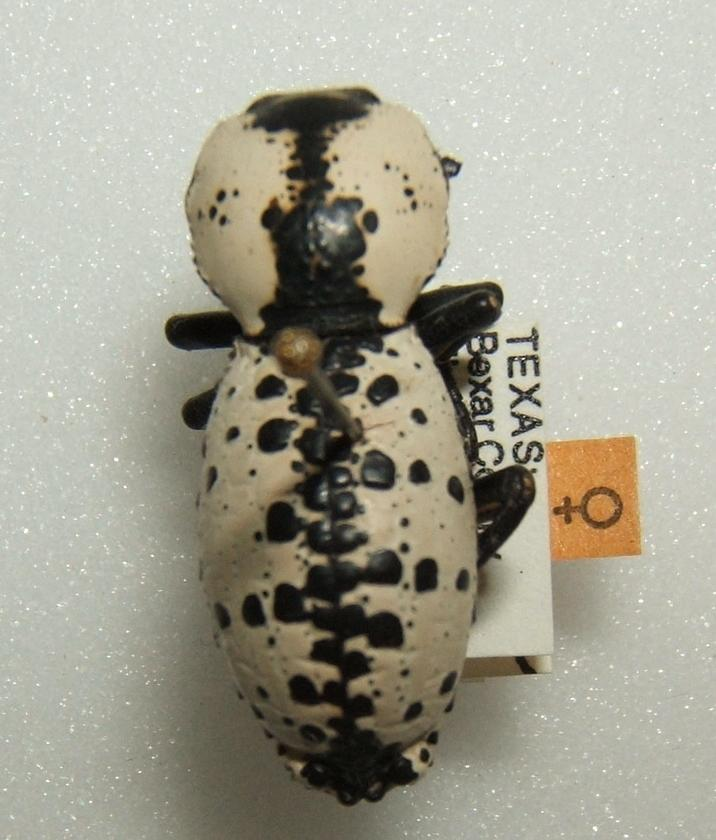
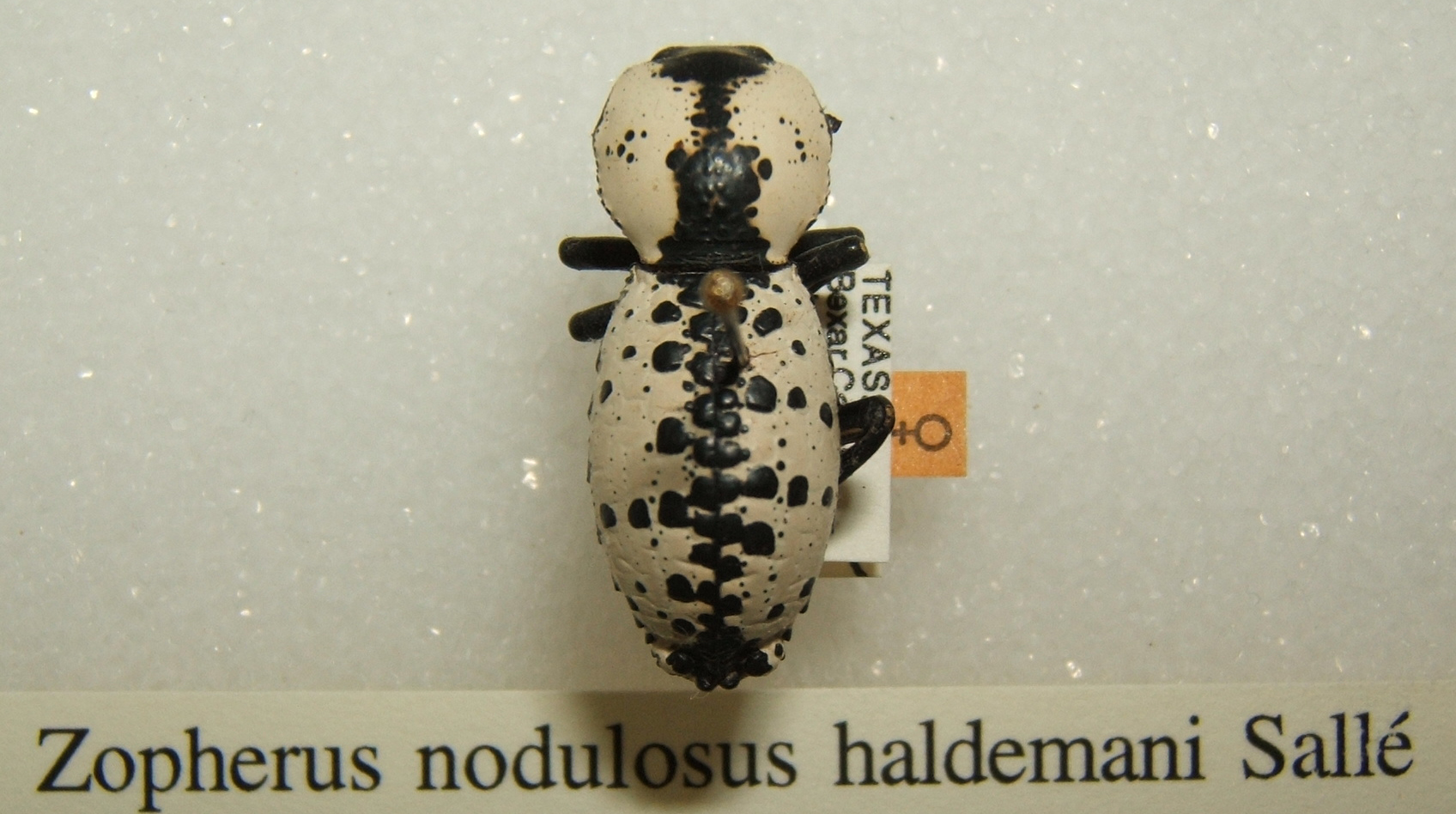
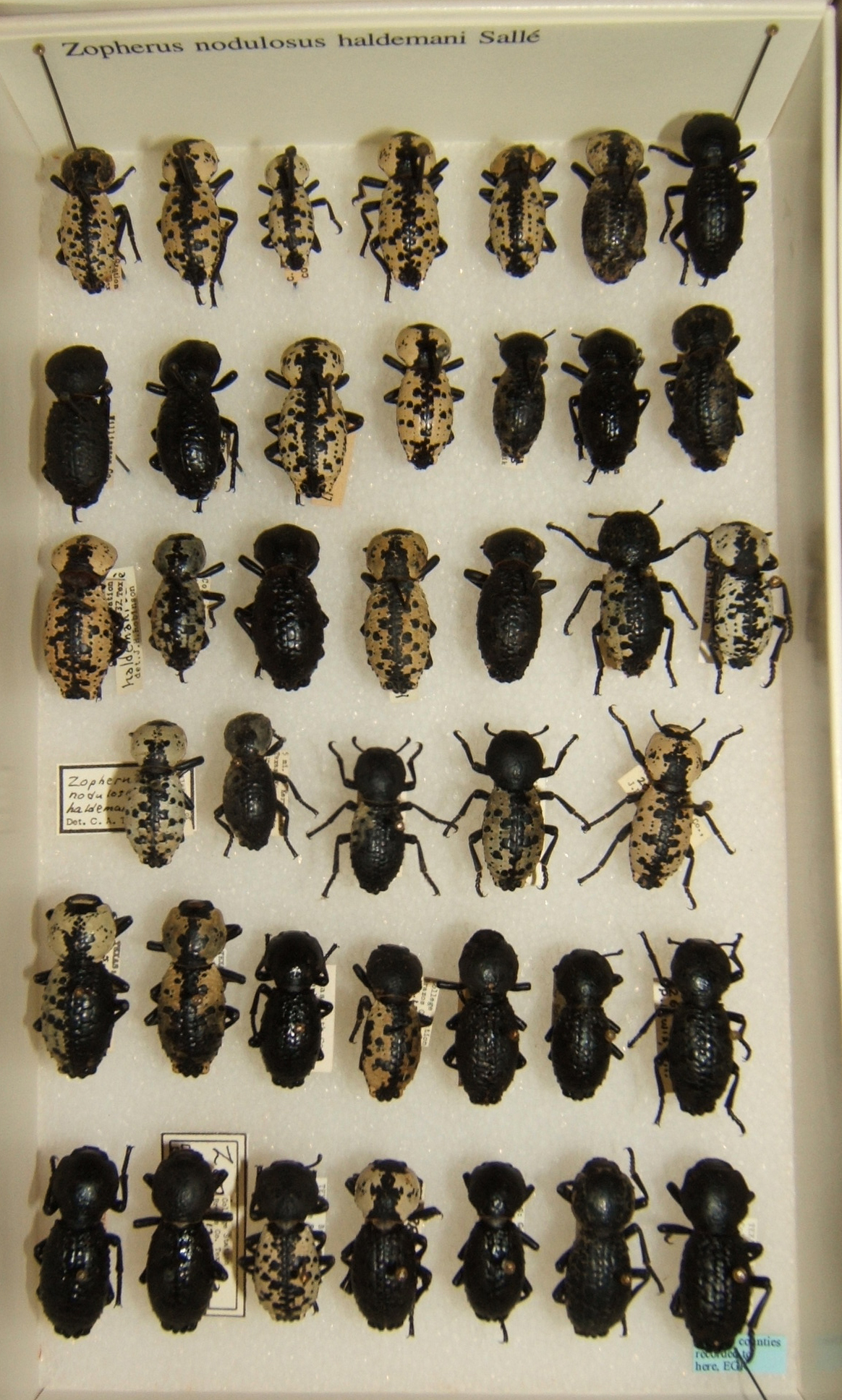
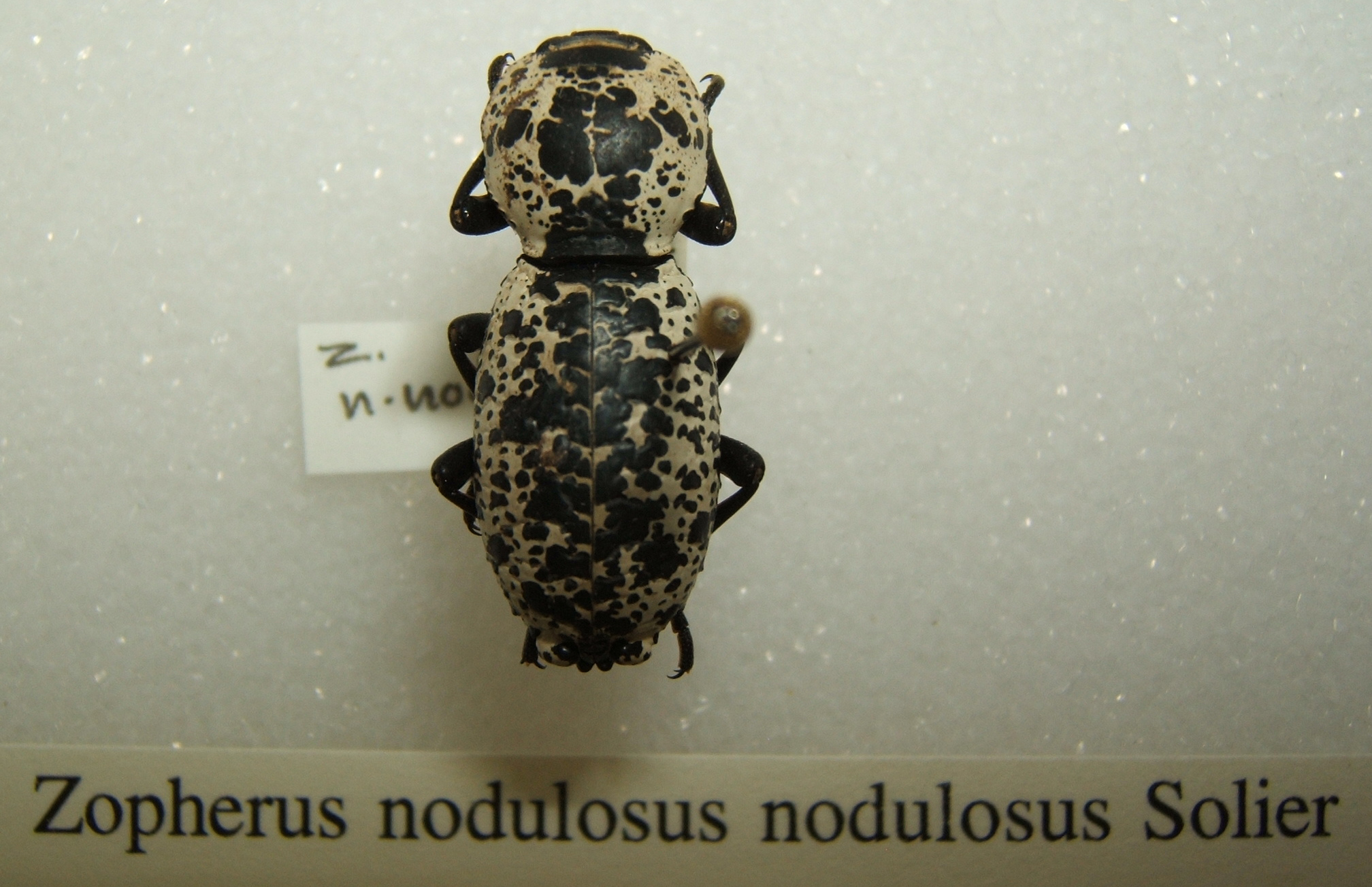
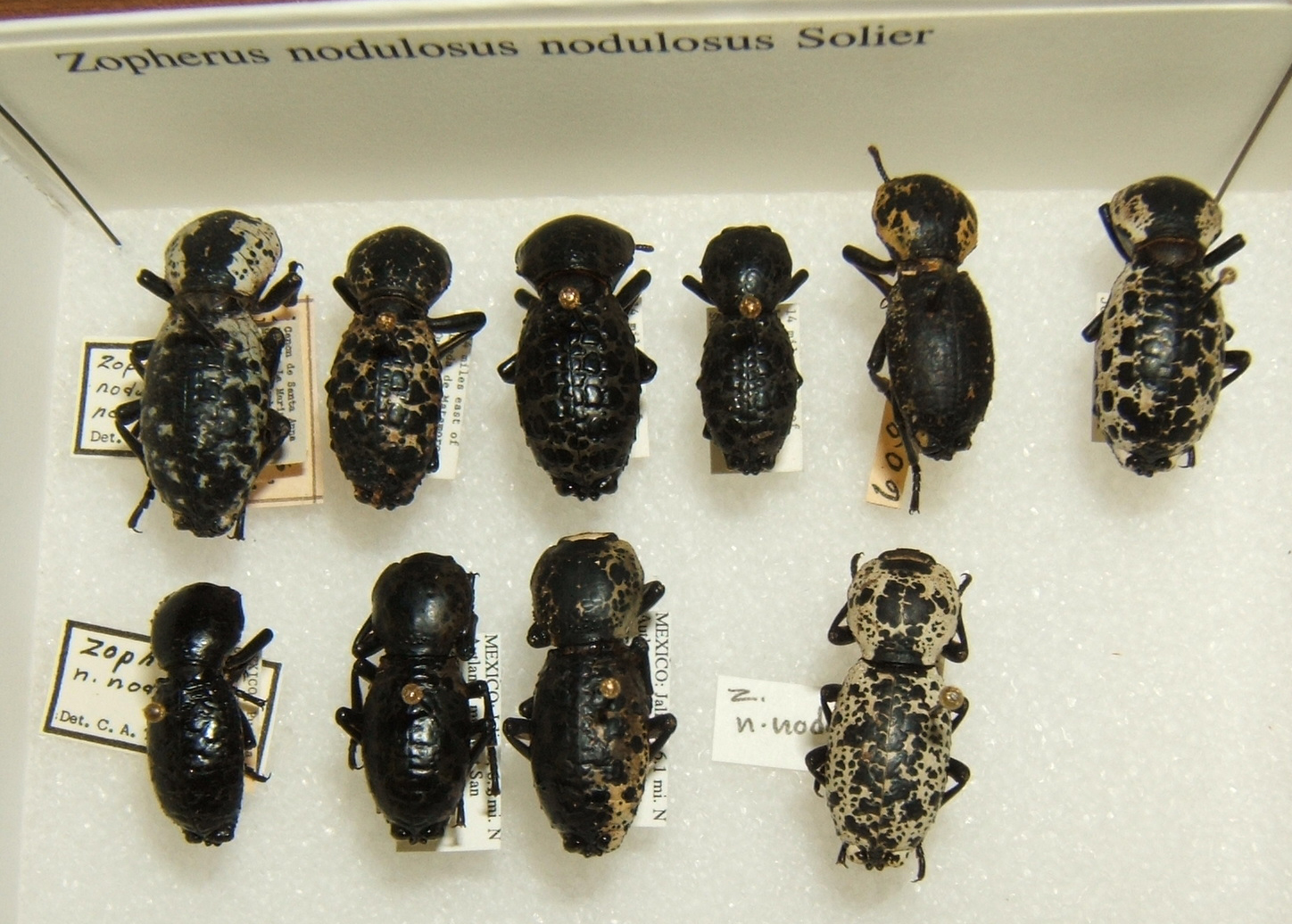